# Michał Kozal
Michał Kozal (Nowy Folwark, 25 settembre 1893 – Dachau, 26 gennaio 1943) è stato un vescovo cattolico polacco.

## Biografia
Michał Kozal nacque nel piccolo villaggio prussiano di Neuvorwerk (oggi Nowy Folwark, frazione di Krotoszyn) il 25 settembre 1893 da una coppia di agricoltori: Jan e Marianna (nata Płaczek). Inizialmente il padre era un bracciante ma successivamente divenne l'amministratore della fattoria appartenente a Tomasz Bieńek. Nel 1888 aveva sposato Marianna, già vedova e con cinque figli dal suo primo matrimonio. Michał Kozal aveva un totale di sei fratelli. Il fratello maggiore Wojciech prese parte alla sollevazione della Grande Polonia e poi alla guerra sovietico-polacca. Cadde a Hrodna nel 1920.

### Formazione e ministero sacerdotale

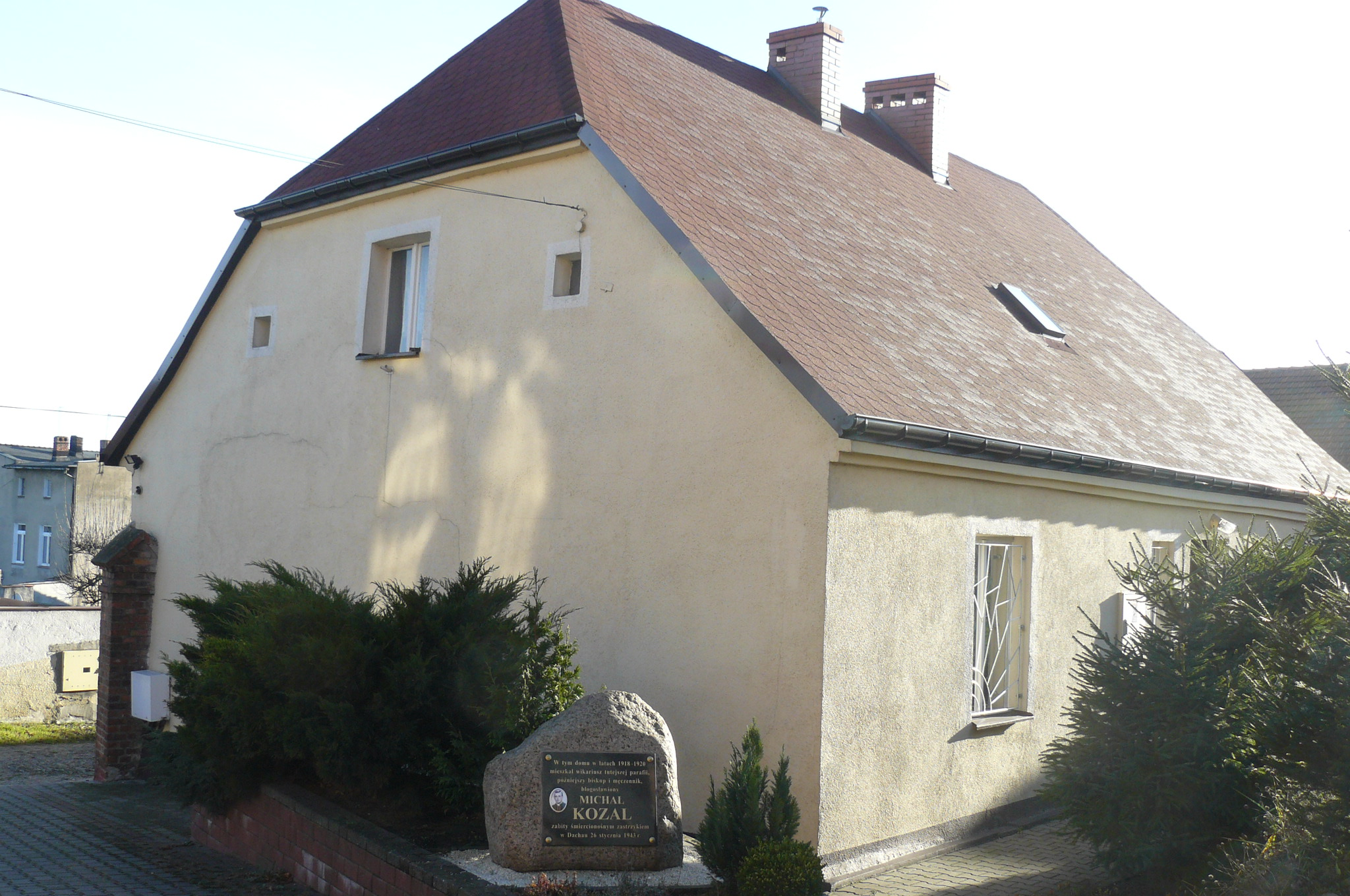
Casa a Pobiedziska dove Michał Kozal visse dal 1918 al 1920 quando era vicario parrocchiale della parrocchia locale.

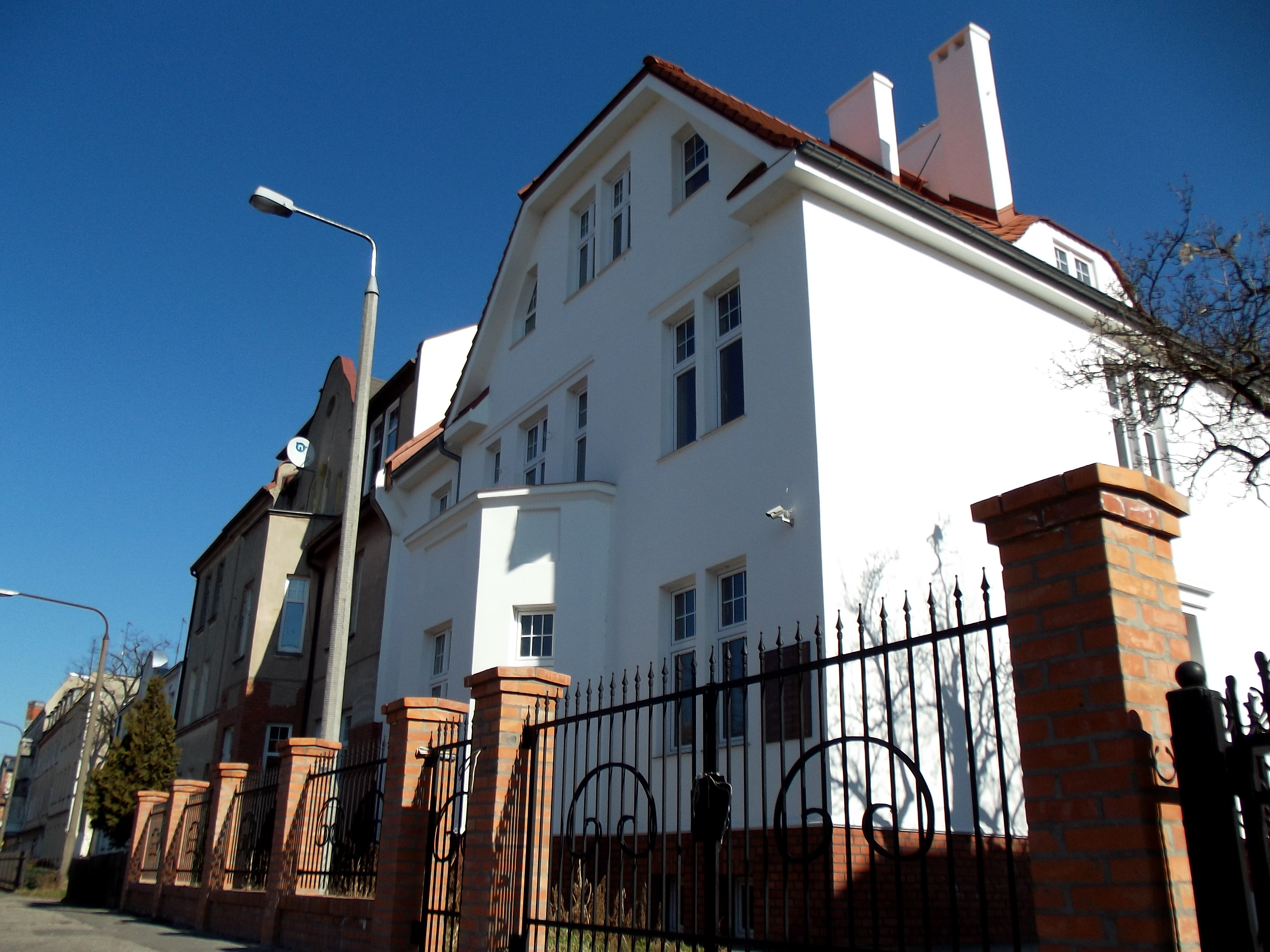
Casa popolare a Bydgoszcz in cui Michał Kozal visse dal 1923 al 1927 quando era catechista presso la Scuola media municipale locale.

Il villaggio da cui proveniva Michał Kozal all'epoca faceva parte, come tutta la Grande Polonia, del Regno di Prussia. Dopo essersi diplomato alla scuola elementare di Köbern, vicino a Krotoschin, nel 1905, si iscrisse alla scuola secondaria di lingua tedesca di Krotoschin (attualmente la scuola secondaria Hugo Kołłątaj). I documenti conservati nell'archivio della scuola mostrano che fu attivo nella Società segreta Tomasz Zan, di carattere patriottico e autoeducativo, della quale fu presidente. Nel 1905 come studente di terza media, prese parte a uno sciopero scolastico scoppiato nella Grande Polonia contro la germanizzazione forzata e l'insegnamento in tedesco.
Nel 1914 superò l'esame di maturità e, a grazie ai buoni risultati accademici, gli fu offerta dal governo prussiano una borsa di studio per proseguire la sua formazione. Rifiutò l'offerta ed entrò nel seminario arcivescovile di Posen, dove completò un corso teorico. Trascorse l'ultimo anno di studi al seminario di Gnesen.
Il 23 febbraio 1918 fu ordinato presbitero per l'arcidiocesi di Gniezno nella cattedrale diocesana dal vescovo ausiliare Wilhelm Atanazy Kloske. Fu vicario parrocchiale della parrocchia di Kościelec, vicino a Inowrocław per due anni e poi venne trasferito nella parrocchia di Pobiedziska. Il 1º giugno 1920 divenne amministratore parrocchiale della parrocchia di San Nicola a Krostków. Li fu coinvolto nelle attività sociali a beneficio della popolazione durante il periodo in cui la Polonia riacquistò l'indipendenza e riorganizzò le attività giovanili. Era attivo nell'Associazione dei lavoratori e nell'Associazione della gioventù maschile all'Azione Cattolica. Collaborò anche con i circoli polacchi della Croce rossa.
Nel 1923, grazie alla sua iniziativa, il primate di Polonia, il cardinale Edmund Dalbor, fondò una parrocchia cattolica romana a Białośliwa. Nell'aprile di quell'anno il primate lo nominò prefetto della scuola media femminile cattolica municipale di Bydgoszcz. Lì lavoro anche come catechista e insegnante.
Il suo impegno nel servizio pastorale fu notato da un altro primate polacco, il cardinale August Hlond, che il 1º novembre 1927 gli affidò le funzioni di padre spirituale del seminario primaziale di Gniezno. In seminario fu anche docente di teologia fondamentale e liturgia nonché educatore dei chierici. Il 25 settembre 1929 venne nominato rettore del seminario, nonostante il fatto che, fra tutti i docenti, egli fosse l'unico a non possedere titoli accademici. Tre anni dopo, nel 1932, il primate August Hlond, con approvazione della Santa Sede lo nominò cameriere pontificio.

### Ministero episcopale
Il 10 giugno 1939 papa Pio XII lo nominò vescovo ausiliare di Włocławek e titolare di Lappa. Ricevette l'ordinazione episcopale il 26 gennaio successivo dal vescovo di Włocławek Karol Mieczysław Radoński, coconsacranti il vescovo ausiliare di Gniezno e Poznań Walenty Dymek e il vescovo di Łomża Tadeusz Paweł Zakrzewski. Poco dopo divenne vicario generale della diocesi.
Dopo lo scoppio della seconda guerra mondiale si rifiutò di fuggire e continuò a servire spiritualmente i fedeli della sua diocesi, si prese cura dei feriti e ascoltò gli abbandonati e gli infelici. Dopo che il vescovo Karol Radoński fu espulso all'estero, monsignor Kozal assunse il governo della diocesi. Quando il 14 settembre 1939 i tedeschi entrarono a Włocławek, fu arrestato. La sua casa divenne sede del comando locale della Wehrmacht. Uno degli ufficiali tedeschi lo avvertì di lasciare Włocławek per il suo bene, perché poteva perdere la vita.
Fu convocato tre volte dalla Gestapo. Ricevette la sua prima telefonata nell'ottobre del 1939 e venne interrogato insieme al sacerdote Franciszek Korszyński. Gli ufficiali della Gestapo gli chiesero di presentare un elenco di sacerdoti, di fornire le ore di servizio e di predicare in tedesco. Le prime due richieste furono soddisfatte, tuttavia i sacerdoti rifiutarono la terza, sostenendo che i parrocchiani non parlavano tedesco. Pertanto, i tedeschi chiesero che i sermoni polacchi fossero tradotti in tedesco e inviati alla polizia per iscritto.
Più tardi la Gestapo lo chiamò altre due volte. L'ultima volta il 7 novembre 1939, quando i tedeschi arrestarono tutti i sacerdoti e i seminaristi di Włocławek (44 persone in totale). I sacerdoti arrestati furono portati nella prigione della città e rinchiusi nella cappella della prigione mentre il vescovo Kozal venne confinato in una stanza di cemento in isolamento. Di notte le guardie cercavano di sfinirlo mentalmente martellando la porta e ricaricando le armi in sua presenza suggerendo che fosse prossima la sua esecuzione.
Il 16 gennaio 1940 fu trasferito dal carcere di Włocławek a un campo di transizione, un ex monastero cistercense a Ląd. Durante il trasporto, a causa delle temperature rigide di meno 21 gradi, soffrì di congelamento delle orecchie, del naso e delle gambe. I prigionieri erano detenuti in condizioni relativamente buone nel monastero. Potevano usare il giardino e l'intero edificio del monastero. Rimasero lì fino al 3 aprile 1941. Nel frattempo, la Santa Sede fece sforzi diplomatici per fare in modo che monsignor Kozal assumesse la carica di vescovo di Lublino, prendesse la cittadinanza tedesca o lasciasse il governo generale di sua spontanea volontà. Respinse fortemente tutte queste proposte.
Il 3 aprile 1941 il vescovo Kozal e altri sacerdoti furono trasportati nella prigione di Inowrocław. I sacerdoti vennero picchiati con dei bastoni mentre salivano e scendevano dai camion. Questa forma di repressione venne utilizzata anche durante gli interrogatori in carcere. Già durante il primo interrogatorio, la Gestapo picchiò monsignor Kozal, danneggiandogli l'orecchio interno e provocandogli un'infiammazione. I sacerdoti furono trasportati da Inowrocław alla prigione di Poznań, e poi in treno a Berlino, Halle, Weimar e Norimberga.
Il 25 aprile 1941 giunse nel blocco speciale 28 dedicato a ospitare i chierici situato nel campo di concentramento di Dachau. Il vescovo ricevette il numero 24544 e, come tutti i sacerdoti, un'uniforme a strisce con un triangolo rosso, che indicava che era un prigioniero politico. A causa della stanchezza e della fame, si ammalò di febbre tifoide. Il 17 gennaio, le sue condizioni erano notevolmente deteriorate e fu trasferito insieme a suo cugino, padre Ceslao Kozal, nella baracca dei malati chiamata "Revier". Il giorno seguente venne visitato dai medici e l'infermiere Józef Sniess gli fece un'iniezione letale di fenolo nel braccio destro. Dopo qualche minuto monsignor Kozal spirò. La testimonianza del cugino fu determinante, perché udì dal gruppo dei medici la frase: "Ora gli sarà più facile la via dell'eternità". I detenuti chiesero che il corpo fosse sepolto nel cimitero di Dachau ma il comandante del campo, sottoposto a pressioni da Berlino, il 30 gennaio lo fece cremare nel forno crematorio del campo.
Due giorni dopo la morte di Michał Kozal, la Radio polacca di Londra rese pubblico questo fatto. Ciò causò grande preoccupazione per i tedeschi, che temevano l'esistenza di una stazione radio nascosta nel campo di concentramento di Dachau che trasmettesse informazioni agli Alleati via radio. Alla famiglia fu rifiutata la restituzione degli oggetti personali e delle ceneri che furono sparse in tutto il campo. Ai sacerdoti fu persino vietato pregare e celebrare una messa.

## Beatificazione
Dopo la sua liberazione da Dachau, nell'estate del 1945, il canonico Bolesław Kunka di Włocławek preparò una memoria sulla vita del vescovo e martire Michał Kozal che venne inviato a Roma con la richiesta di avviare il processo di beatificazione. L'8 ottobre 1960, sotto lo speciale patrocinio del primate polacco Stefan Wyszyński, fu avviato un processo diocesano di informazione per stabilire la santità della vita del vescovo Michał Kozal. Esso si concluse il 29 agosto 1964. Il 27 settembre 1986 la Congregazione delle cause dei santi convalidò il processo e l'anno successivo ricevette la positio. Il 24 marzo 1987 la consulta dei teologi approvò la causa. Il 28 aprile dello stesso anno anche la plenaria dei membri della Congregazione diede la sua approvazione. L'8 maggio 1987 papa Giovanni Paolo II autorizzò la promulgazione del decreto riguardante il suo martirio.
Venne beatificato il 14 giugno 1987 a Varsavia da papa Giovanni Paolo II durante la solenne messa che chiuse il secondo congresso eucaristico nazionale.
L'8 ottobre 2002 il consiglio comunale di Włocławek promulgò il riconoscimento di Michał Kozal come patrono della città da parte della Santa Sede. Il 9 giugno 2013 venne proclamato patrono anche della città di Krotoszyn. È il patrono del seminario teologico maggiore di Bydgoszcz, del seminario teologico primaziale maggiore di Gniezno e co-patrono della diocesi di Bydgoszcz dal 2004.
Il suo elogio si legge nel Martirologio romano al 26 gennaio.
La sua memoria liturgica viene celebrata il 14 giugno e nella Chiesa cattolica polacca ha il rango di memoria obbligatoria.

## Genealogia episcopale
La genealogia episcopale è:
- Cardinale Scipione Rebiba
- Cardinale Giulio Antonio Santori
- Cardinale Girolamo Bernerio, O.P.
- Vescovo Claudio Rangoni
- Arcivescovo Wawrzyniec Gembicki
- Arcivescovo Jan Wężyk
- Vescovo Piotr Gembicki
- Vescovo Jan Gembicki
- Vescovo Bonawentura Madaliński
- Vescovo Jan Małachowski
- Arcivescovo Stanisław Szembek
- Vescovo Felicjan Konstanty Szaniawski
- Vescovo Andrzej Stanisław Załuski
- Arcivescovo Adam Ignacy Komorowski
- Arcivescovo Władysław Aleksander Łubieński
- Vescovo Andrzej Mikołaj Stanisław Kostka Młodziejowski
- Arcivescovo Kasper Kazimierz Cieciszowski
- Vescovo Franciszek Borgiasz Mackiewicz
- Vescovo Michał Piwnicki
- Arcivescovo Ignacy Ludwik Pawłowski
- Arcivescovo Kazimierz Roch Dmochowski
- Arcivescovo Wacław Żyliński
- Vescovo Aleksander Kazimierz Bereśniewicz
- Arcivescovo Szymon Marcin Kozłowski
- Vescovo Mečislovas Leonardas Paliulionis
- Arcivescovo Bolesław Hieronim Kłopotowski
- Arcivescovo Jerzy Józef Elizeusz Szembek
- Vescovo Stanisław Kazimierz Zdzitowiecki
- Cardinale Aleksander Kakowski
- Cardinale August Hlond, S.D.B.
- Vescovo Karol Mieczysław Radoński
- Vescovo Michał Kozal